# Epischausia dispar
Epischausia dispar là một loài bướm đêm trong họ Noctuidae.